# 2015年1月臺灣
| << | 2015年1月 （民國104年） | >> |    |    |    |    |
| \| 日 \| 一 \| 二 \| 三 \| 四 \| 五 \| 六 \| \| \| \| \| \| 1 \| 2 \| 3 \| \| 4 \| 5 \| 6 \| 7 \| 8 \| 9 \| 10 \| \| 11 \| 12 \| 13 \| 14 \| 15 \| 16 \| 17 \| \| 18 \| 19 \| 20 \| 21 \| 22 \| 23 \| 24 \| \| 25 \| 26 \| 27 \| 28 \| 29 \| 30 \| 31 \| \| \| \| \| \| \| \| \| |                         |    |    |    |    |    |
| 臺灣新聞動態／維基新聞 |                         |    |    |    |    |    |
| 世界／中国大陆／臺灣 |                         |    |    |    |    |    |
| 日 | 一                      | 二 | 三 | 四 | 五 | 六 |
| |                         |    |    | 1  | 2  | 3  |
| 4 | 5                       | 6  | 7  | 8  | 9  | 10 |
| 11 | 12                      | 13 | 14 | 15 | 16 | 17 |
| 18 | 19                      | 20 | 21 | 22 | 23 | 24 |
| 25 | 26                      | 27 | 28 | 29 | 30 | 31 |
| |                         |    |    |    |    |    |

## 1月1日
- 海軍舉辦首度的「元旦戰備巡弋」，特別納編馬公艦與成功艦加入操演，象徵「馬到成功」。操演路線由高雄旗津出發，至蘭嶼正東104海浬處迎接跨年第一道曙光後返回[1][2]。
- 紀政證實前十項運動選手古金水罹患淋巴血癌，病情已至末期。[3]
- 今日起大陸居民赴台灣旅遊，只要在金門、馬祖、澎湖三地入境，即享有15天落地簽證。[4]
- 桃園市大溪區南雅派出所一名李姓警察，其父親為副總統吳敦義首席隨扈。李姓警察在元旦晚休假開車時，違規逆向迴轉，以致撞上一名女大學生；但李男身為警察，竟棄車肇事逃逸，置傷者於不顧，女大學生之後被他人發現時已死亡。李姓警察於案發18小時後回警局投案，1月3日被桃園地檢署聲請羈押獲准。[5]

## 1月2日
- 銓敘部審核通過九月政爭時關鍵人物黃世銘的申請退休案，將於1月6日生效，不受一審有罪影響，並可套用新制，多領七百餘萬元退休金[6]。
- 藝人江蕙今日宣布，在今年的所有演唱會結束後，將退出歌壇。[7]

## 1月4日
- 中華臺北的花式撞球選手張玉龍（Yu Lung Chang），今日在世界花式撞球協會正式成為總積分世界第一，擠下原球王，荷蘭籍的Niels Feijen（英语：Niels Feijen）[8][9]

## 1月5日

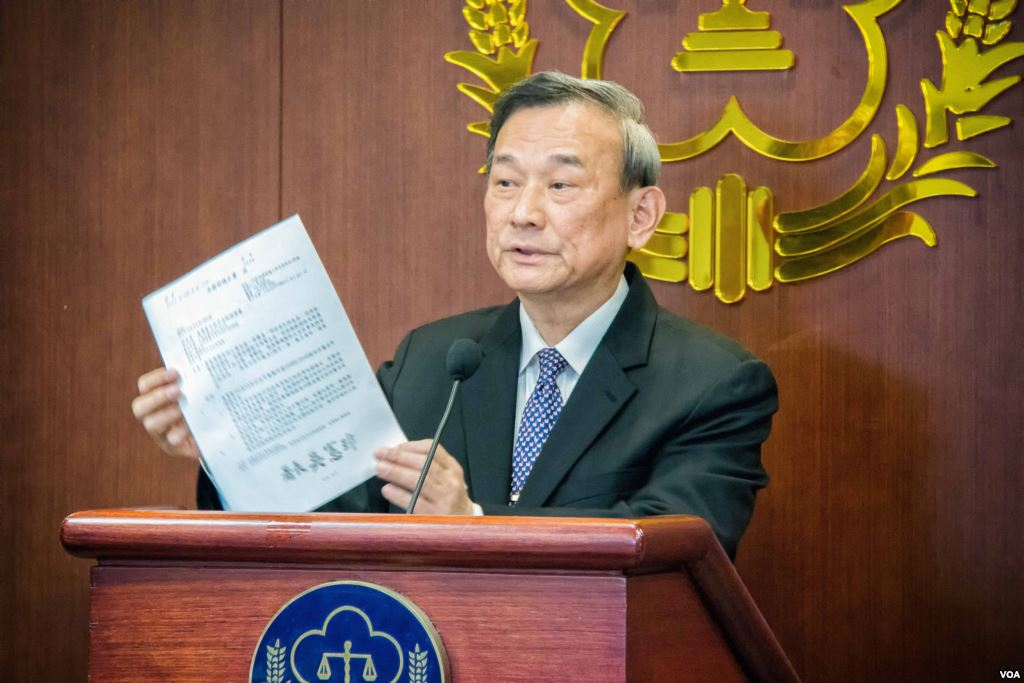
時任法務部政務次長的陳明堂，於宣布前總統陳水扁保外就醫的記者會

- 法務部召開記者會宣布，核准前總統陳水扁以保外就醫名義釋放一個月。[10][11]
- 本日為九合一選舉提訴截止日，總計各地檢署對縣市議員29人，鄉鎮市區長8人，鄉鎮市區代表及村里長130人，共167人提起當選無效之訴。縣市議員與鄉鎮市區長被起訴的37人中，有19人為中國國民黨籍，2人為民主進步黨籍，餘16人為無黨籍或其他黨籍[12]。[11]

## 1月6日
- 由於國際油價狂跌，台灣中油去年虧損200億新台幣。中油發言人表示，已經建請主管機關修改浮動油價公式，並稱「若不修改，請神仙來救也沒用」[13]。
- 台灣高鐵面臨破產危機，交通部的解決辦法之一是延長特許40年，藉以吸引財團投資。預料在國民黨支持下，本案將可通過[14]。
- 長期參與社會運動的王鐘銘因江翠護樹運動一案被以妨礙公務罪判處3月徒刑，於本日上午入監服刑[15]。

## 1月7日
- 勇固案新進展為，將官人數將從現在的292人裁至230人。此一試算基礎為，當前國軍約21萬5千人共有292名將軍，平均736名士兵(約2個營)配一名將軍，再以未來歸劃裁軍至剩下17萬人後得出。[16]
- 因高鐵財務改革方案於立法院交通委員會遭否決，交通部部長葉匡時宣布政府將開始準備接管高鐵，並於晚間請辭部長一職，而台灣高速鐵路公司董事長范志強亦跟進辭職[17][18]。

## 1月8日
- 美國在台協會就台灣在雙橡園一事提出正式聲明。發言人稱美國事前不知道有這件事也未准許，美方對此感到非常失望，台灣並須保證在雙橡園的升旗儀式「不能再發生」[19]。美方上一次使用「disappointed」這個詞，是在安倍晉三參拜靖國神社時[20]。
- 監察院以11比0無異議通過前桃園縣副縣長葉世文的彈劾案[21]。
- 前海軍中將，雷倩之父雷學明病故[22]。

## 1月11日
- 農委會今日表示，驗出了甲型流感病毒亞型H5N8（英语：Influenza A virus subtype H5N8），與新變種的H5N2（英语：Influenza A virus subtype H5N2），此新變種的H5N2為世界首例[23]。

## 1月12日
- 台北地檢署依照《貪污治罪條例》等法對7名典獄官與包括前中國國民黨立委、前東森媒體集團董事長王令麟在內的15名受刑人，與1名親友起訴。北檢指控7名獄官涉嫌收受王令麟等受刑人的各式賄賂，使受刑人在監獄中享有特權，王令麟更能一邊服刑，一邊繼續操控東森集團，本案也是有史以來起訴層級最高，涉貪官員最多的獄政弊案[24]。

## 1月13日
- 禽流感疫情再擴大，由南台灣開始蔓延至北台灣，總計台灣已經有7縣市65處養場淪陷，超過10萬隻被撲殺，271人受到健康監視，有8人出現流感症狀，最壞情況是台灣人春節將無雞鴨可買。[25][26][27]
- 今年為近十年最嚴重的乾旱，農民至行政院抗議政府水資源分配不公，只強迫農民休耕，揚言控告政府[28]。
- 教育部長吳思華承認使用網路評論員，在青年居住論壇facebook專頁對排班按讚[29]。
- 民航局與國防部對中華人民共和國在未知會的情況下，於臺灣海峽中線附近畫設新航道表示抗議與不承認，國防部表示，「若有不明飛機接近，將按戰備規定處理」。[30]
- 2015年中國國民黨主席補選將出現變數。一名中國國民黨黨員陳淑芬律師，向法院遞狀聲請假處分。因為依照國民黨黨章規定，總統為當然黨主席，而馬英九辭去黨主席卻未辭去總統職務或退黨，使此次補選不具法律效力。她要求暫停補選，並由馬英九暫時續行黨主席職務。[31]

## 1月14日
- 前台中市市長胡志強宣布，將進入旺旺中時集團工作[32]。
- 立法院通過國民黨團提案，將太平島新建碼頭的部分工程交由中國廠商承包。當初太平島擴建碼頭工程的目的，是為了應對中國近年在該區域的軍力快速增長，碼頭完成後將可停泊較大型的巡邏艇。太平島位在有主權爭議的南沙群島，是中華民國如今在該地僅存的實際控制島嶼，其他島嶼均已被周邊國家分佔。[33]。
- 高雄市前建管處長李政賢涉嫌貪汙被收押[34]。
- 禽流感疫情仍在擴大，已經蔓延至全台8縣市，並且由鴨鵝擴散至雞隻[35]，農委會主委陳保基則表示發生大規模疫情「非常平常」[36]。

## 1月15日
- 最高檢察署就法院將大統長基不法所得18億新台幣沒入國庫的聲請予以駁回一事，由總長顏大和提起非常上訴，理據是法院的判決違法。[37]
- 台南市的民主進步黨籍市長賴清德，因為中國國民黨籍議長李全教涉嫌賄選遭司法單位調查，賴拒絕進入議會。今日台南市議會通過決議，將市長與市府各一級主管移送行政院與監察院懲處；中國國民黨籍市議員謝龍介則至台南地檢署告發賴清德[38]。

## 1月16日
- 桃園市市長鄭文燦宣布，將會把桃園航空城公司帳冊送交法務部廉政署調查[39]。
- 立法院中國國民黨與民主進步黨黨團發出共同聲明，要求中國就片面宣布的新航路，盡速與台灣重新協商[40]。
- 禽流感疫情還要再擴大。農委會今日表示，新驗出了甲型流感病毒亞型H5N3（英语：Influenza A virus subtype H5N3），此新變種的H5N3亦為世界首例[41]，健康監管人數增至676人[42]。
- 前193聯兵旅少將旅長、前金門縣社會局長許乃權，因涉嫌洩漏軍事機密，並引介昔日軍中同僚供中華人民共和國間諜鎮小江在台吸收發展組織，今日與其他5人一同被起訴[43]。
- 台北地方法院駁回陳淑芬聲請的假處分，理據是陳要求馬英九續任黨主席，為她個人的情感表達，而未舉出法律上的理由[44]。

## 1月17日
- 2015年中國國民黨主席補選結束，朱立倫確定當選[45]。
- 經濟部擬修改《動物用藥殘留標準》，以開放含有瘦肉精的美國牛雜進口台灣[46]。

## 1月19日
- 2015年臺中清泉崗機場槍擊事件，警匪雙方合開26槍，最後嫌犯中槍死亡，一警一民受傷[47]。
- 鴻海集團在各大報頭版登廣告，要求台北市政府在48小時內就三創數位生活園區乙案說明與公開上網，而市長柯文哲震怒嚴詞拒絕[48]。

- 禽流感疫情仍在擴大中，農委會預計將撲殺超過百萬隻禽類。目前疫情為9縣市受災，239養場確診，已撲殺52萬隻。農委會主委稱此次疫情擴大是因為2003年陳水扁政府執政時未清乾淨[49]，並保證春節有雞鴨可買，缺貨時間點應在夏季[50]。

## 1月20日
- 桃園市新屋區的「亞洲保齡球館」發生火災，6名消防員因火場爆燃來不及逃出殉職死亡[51][11]。
- 因涉及康定級巡防艦及幻象2000戰鬥機採購佣金弊案而遭通緝的汪傳浦病逝於倫敦[52]。

## 1月21日
- 禽流感疫情已擴大至全台灣10縣市，確診感染養場增至301場，撲殺進度完成40萬隻[53]。
- 「四川土產股份有限公司」生產的「度小月麻油辣豆腐乳」先前被香港食物安全中心驗出含有致癌物二甲基黃，今日被通令全面下架[54]。

## 1月23日
- 行政院公布內閣成員異動：交通部代理部長陳建宇真除為正任，文化部代理部長洪孟啟真除為正任，前行政院政務委員簡太郎接任行政院秘書長[55]。
- 台北地檢署今日依照《洗錢防制法》起訴前總統陳水扁[56]。
- 禽流感疫情已擴大至全台灣11縣市，370養場確診感染，245養場，525,864隻完成撲殺，疫情可能擴散至火雞[57]。
- 立法院今日通過《地方制度法》修正案，未來地方行政首長及民意代表獲判有期徒刑以上之刑確定，但經檢察官同意其改服社會勞動者，不需解除職務[58]。

## 1月25日
- 時代力量舉行創黨大會[11]。

## 1月26日
- 中華民國經濟部於臺北市主辦全國能源全體大會[11]。

## 1月29日
- 原子能委員會審查通過臺灣電力公司的「龍門（核四）電廠停工／封存計畫」，龍門核能發電廠將自2015年7月起封存3年[59]。

## 1月30日
- 原任參謀總長的高廣圻接任國防部部長，此外國防部軍備副部長、陸海空三軍司令、副參謀總長兼執行官等5名上將之人事亦有所調整，現役7上將僅國安局局長李翔宙不受影響[60][61][62]。